# Jerarquía entre género y especie

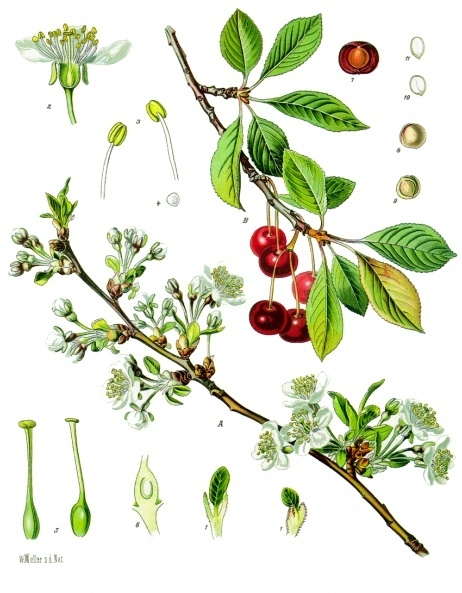
Prunus subgen Cerasus.

Jerarquía entre especie y forma es el rango o jerarquía que permite acomodar las estirpes entre el nivel específico y sobre el nivel de forma.
La enumeración de tales rangos por sus nombres difieren de código en código nomenclaturales.
En él de botánica se reconocen seis jerarquías entre especie y la forma (en orden descendente) se usan:
- subgénero (Lat. subgenus),
- supersección (Lat. supersectio),
- sección (Lat. sectio),
- subsección (Lat. subsectio),
- serie (Lat. series),
- subserie (Lat. subseries).

En zoología y microbiología se emplea una única jerarquía, a saber subgénero.

## Nombre de los taxa, cuyos rangos van de especie a la forma
Las reglas de formación y aplicación de nombres taxonómicos, cuyos rangos van bajo la especie y sobre la forma como los nombres de otros rangos, están sujetos a reglas, fijadas en los códigos de botánica y de zoología y similares a estos códigos de nomenclatura para procariotas y virus.
El international code of the botanical nomenclature da seis categorías taxonómicas. Tales nombres consisten de dos, tres o más términos, donde el primero el específico, con lo que se relaciona ese taxón, que siguen en la terminología, que designa las jerarquías correspondientes, y nombres de taxones. estos nombres pueden comenzar no del nombre específico, pero del nombre próximo inferior, si no conduce a incertidumbre.
Nombres taxonómicos, que tengan rangos infraespecíficos y supraforma, puede nombrarse solo por adjetivos en el plural - y escribirse en mayúsculas.
| Jerraquía    | Denominación   | ejemplo                                       |
| ------------ | -------------- | --------------------------------------------- |
| subgénero    | subgen., subg. | Prunus subg. Cerasus — Cerasus -guindo        |
| supersección | supersect.     | Passiflora supersect. Decaloba                |
| sección      | sect.          | Saxifraga sect. Ciliatae                      |
| subsección   | subsect.       | Juniperus sect. Juniperus subsect. Oxycedrus  |
| serie        | ser.           | Atriplex ser. Atriplex                        |
| subserie     | subser.        | Senecio subser. Amplectentes - senecio alpino |

De acuerdo a los Código Internacional de Nomenclatura Zoológica y Código Internacional de Nomenclatura de Procariotas de los taxones en el rango de subgenus no difieren en la forma de taxa en el rango de especie: estosa nombres son uninominales, y se redactan en mayúsculas.

## Literatura
- Jeffery, Charles. Biological nomenclature: Translated from English - M.: Peace, 1980. - pág. 17, 25-26.